# Cesaropapismo
Cesaropapismo es un término referido a las relaciones entre Iglesia y Estado, que identifica o supone la unificación en una sola persona, normalmente el emperador, con el poder político y poder religioso. Lo que conlleva la subordinación de los eclesiásticos al poder secular, cuando el líder político ejerce también la autoridad en materia religiosa.

## Cristianismo oriental
El término fue creado por el célebre jurista alemán Justus Henning Böhmer (1674-1749) para definir la obsesión por parte de la Iglesia oriental por obtener el poder absoluto en la tierra; algo que Karl Wittfogel, ya en el siglo XX, llamó “despotismo oriental” (no debe confundirse con el "despotismo asiático", un concepto del materialismo histórico marxista), concepto con el que explica que “la unión del poder civil y la Iglesia ha sido una constante durante décadas que ha facilitado el imperio del despotismo en la sociedad”. El Estado se servía de la Iglesia para santificar sus actos y llamar a la obediencia de su mando, amparándose en que ello era la voluntad de Dios, y la Iglesia se servía del Estado para obtener y aumentar sus ingresos y privilegios. Esto queda prefigurado en la admonición realizada en el siglo IV por el emperador Constantino I a un grupo de obispos: «Mientras vosotros sois obispos de lo que está dentro de la Iglesia, yo he sido constituido por Dios obispo de lo que está fuera». De este modo se cimentó la autoridad de los emperadores bizantinos sobre el cristianismo oriental desde la fundación de Constantinopla en 330 hasta el siglo X.
Desde el siglo IX el basileus (ver Títulos y cargos del imperio bizantino) absorbe toda la autoridad y se transforma en un emperador que es a su vez rey y sacerdote, algo que va en contradicción con la formulación hecha siglos atrás por Flavio Josefo en referencia a lo que él denomina teocracia (es decir, el gobierno de Dios en la tierra).

## Cristianismo occidental
El cesaropapismo en Occidente tiene como preámbulo el año 800, cuando el papa León III coronó a Carlos (Carlomagno, rey de los francos y lombardos, y patricio de los romanos) como Emperador de un restaurado Imperio Romano que, prolongado en sus sucesores, será conocido como Imperio carolingio (800-843); ocasionando dos efectos: el apoyo de la Iglesia al Estado y viceversa, el apoyo del Estado a la Iglesia. De este apoyo mutuo derivó un cesaropapismo, que sostenía la teoría del origen divino de los reyes (derecho divino de los reyes) y les daba poder absoluto sobre la religión y el gobierno a la misma vez.
El emperador utilizaba todos los apelativos que suenen a descendiente de los emperadores romanos, se denominaba augusto, rey de los romanos (y adquiría un carácter sagrado, proclamándose Hijo adoptivo de Dios de quien recibe directamente el poder). Pero seguía siendo coronado por el Papa.
Posteriormente algunos emperadores del Sacro Imperio Romano Germánico, entre ellos Enrique III, Federico I y Federico II promovieron la idea de que el emperador es la cabeza visible de la Iglesia, y tiene en ella más autoridad que el papa.[cita requerida]
El cesaropapismo alcanza su cima con Enrique III (1039-1056). Este rey era un verdadero dispensador de cargos eclesiásticos y obligó al papa Gregorio VI a convocar el Concilio de Pavía y el Sínodo o Concilio de Sutri, en el 1046.
El cesaropapismo tiene su fin en Occidente con el Concilio de Lyon I. El cual depone al gibelino Federico II de Hohenstaufen, debido a que este abogó por la supremacía del imperio frente a la Iglesia católica romana en cuestión confesional.